# Tavia latebra
Tavia latebra là một loài bướm đêm trong họ Noctuidae.